# Île Salisbury
L’île Salisbury est une île du centre de la terre François-Joseph en Russie.

## Description
L'île de Salisbury est une île située dans la zone centrale de la terre François-Joseph, en Russie. Elle est relativement grande et longue, avec une surface de 960 km². Son point culminant est à 482 m et pratiquement toute la surface de l'île est glaciaire. Elle est entourée d'autres îles, relativement proches, étant coincée entre l'île Luigi et l'île Champ sur ses rives sud-ouest, l'île Ziegler au nord-est et l'île Wiener Neustadt à l'est.
Elle aurait été nommée par Frederick George Jackson au cours de son expédition de 1894-1897.
Il ne faut pas confondre l'île de Salisbury, dans la terre François-Joseph, avec d'autres îles de même nom, comme l'île de Salisbury, au Canada, ou l'île Salisbury, à côté de Durban, sur la côte est de l'Afrique du Sud, une ancienne île jusqu'à la Seconde Guerre mondiale, pendant laquelle la construction d'une base navale l'a reliée au continent par une chaussée. L'île, qui était alors un banc de sable recouvert de mangroves, a été nommée en l'honneur du vaisseau HMS Salisbury, de la Royal Navy, dans les années 1820.